# Vilém Zemánek
Vilém Zemánek (9. května 1875 Praha – 8. června 1922 tamtéž) byl český dirigent.

## Život
Narodil se v Praze jako syn rabína. Byl vychován německy. V Praze vystudoval gymnázium a Lékařskou fakultu Německá univerzity. Vedle toho získával i hudební vzdělání. Učil se hře na klavír u Lisztova žáka Friedricha Rehbocka, který v té době působil v Královském zemském německém divadle. Po dosažení titulu MUDr. odešel do Vídně, aby studoval dirigování u Josepha Schalka a Ferdinanda Löwe a hudební vědu u Guido Adlera. Lékařskou praxi nikdy nevykonával a cele se věnoval hudbě.
Začínal jako kapelník městských divadel v Elberfeldu v Německu (1900–1901) a v Rize (1901–1902). 20. listopadu 1902 dirigoval pohostinsky Českou filharmonii v Praze. Po velkém úspěchu tohoto koncertu byl jmenován šéfdirigentem. V té době byla Česká filharmonie na pokraji finančního krachu a hrozil její zánik. Zemánek osvědčil mimořádné organizační schopnosti a podařilo se mu Filharmonii zachránit. Přispěly k tomu mimořádné letní sezóny v Pavlovsku u Petrohradu v roce 1904 a ve Varšavě v letech 1905 a 1909. Podařilo se mu Českou filharmonii udržet i během 1. světové války. Mimo jiné zavedl pravidelné nedělní koncerty a uváděl premiéry děl české mladší skladatelské generace.
Bylo mu vytýkáno autoritativní vedení a kázeňsky tvrdý poměr k orchestru. Ve všeobecně revoluční náladě té doby byl 16. dubna 1918 vedení České filharmonie zbaven. Zřídil si koncertní jednatelství a organizoval převážně německé hudební události. Zanedlouho pak v Praze zemřel.

## Dílo
Jako skladatel není příliš znám. Upravoval pro klavír díla českých skladatelů (např. Antonín Dvořák: Vodník; Josef Suk: Symfonie E-dur, Kvartet B-dur), naopak instrumentoval Dvořákovy Biblické písně.